# 5 de setembro
5 de setembro é o 248.º dia do ano no calendário gregoriano (249.º em anos bissextos). Faltam 117 dias para acabar o ano.

## Eventos históricos

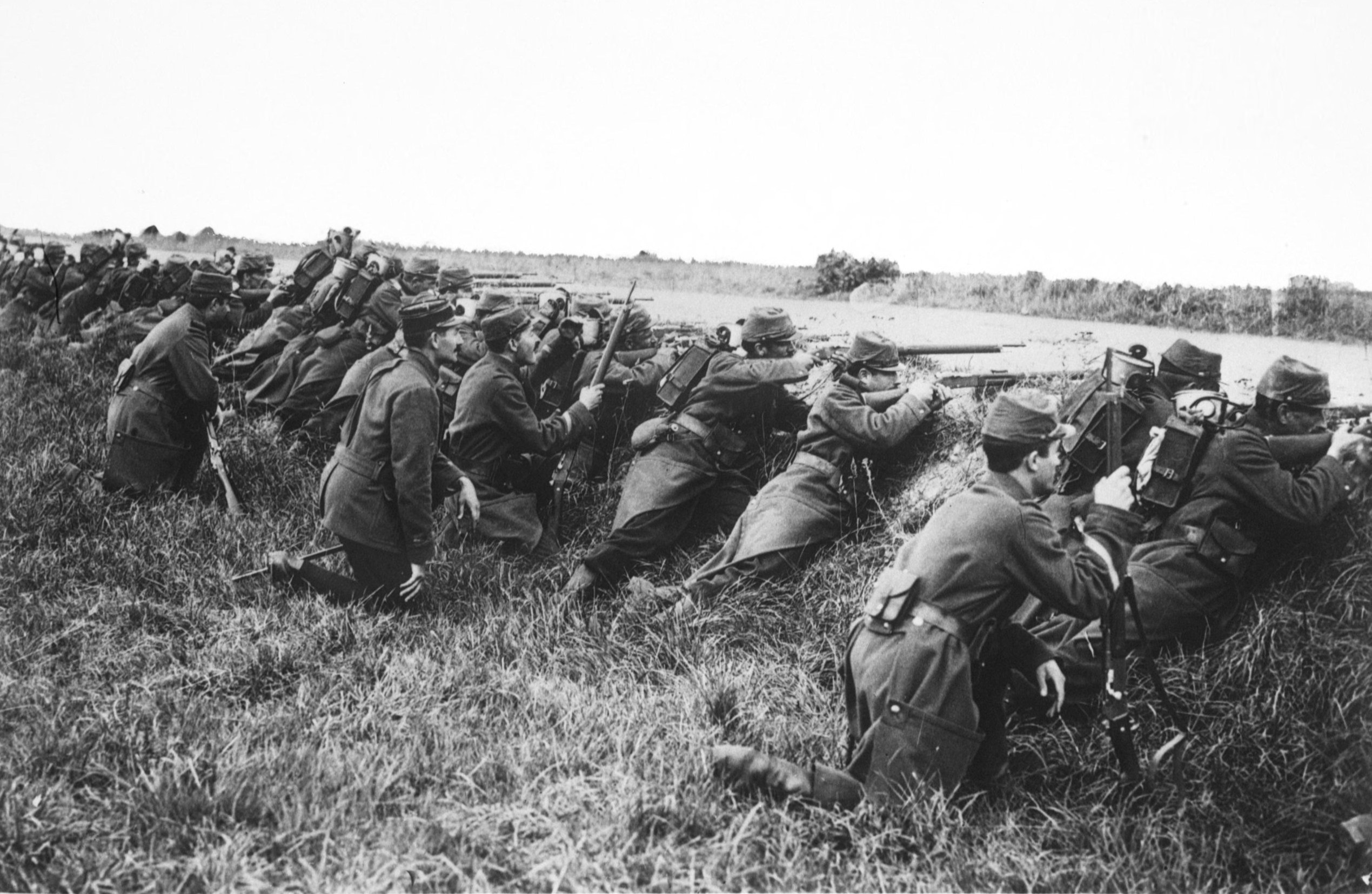
1914: Começa a Primeira Batalha do Marne

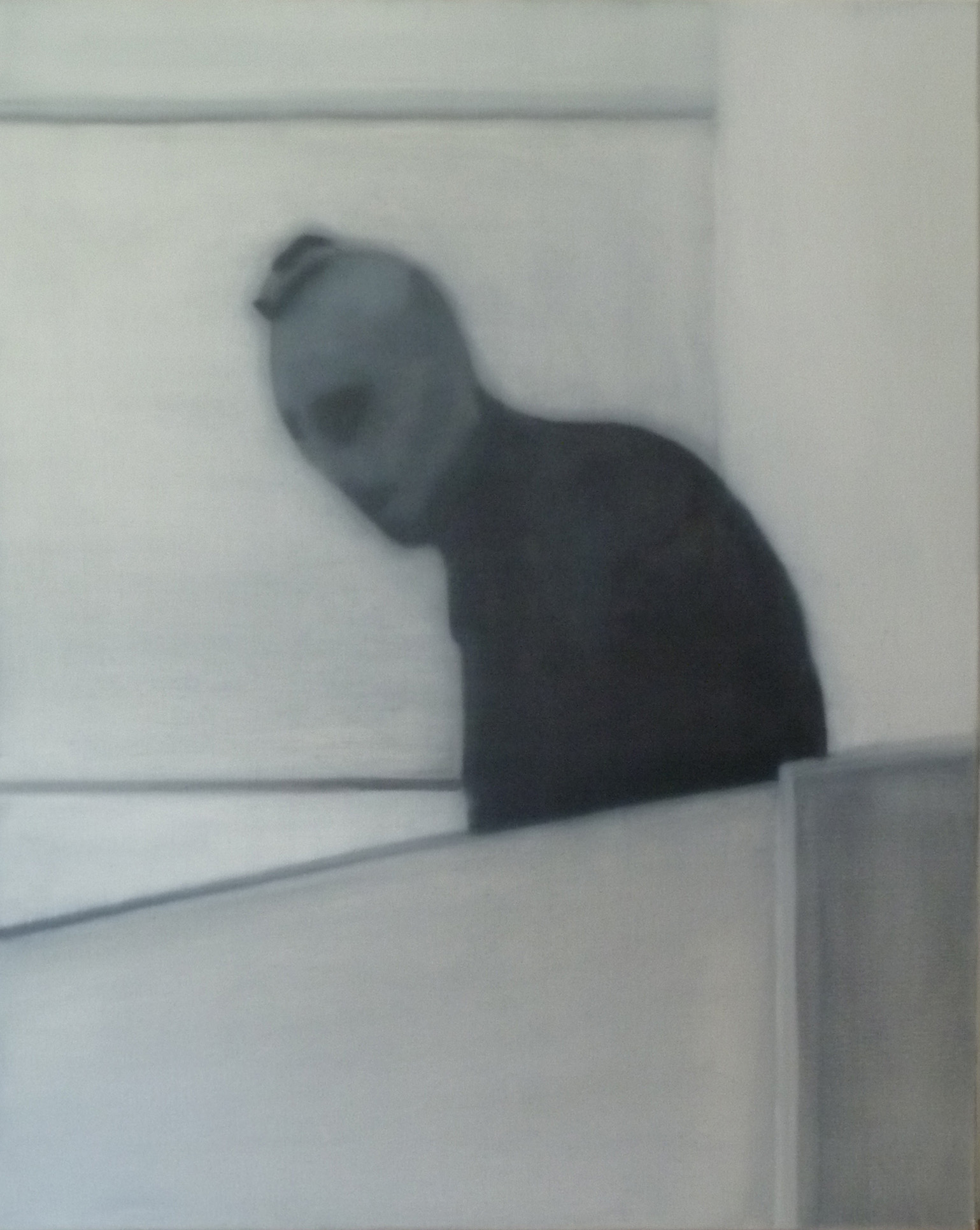
1972: Massacre de Munique

- 1494 — Ratificação do Tratado de Tordesilhas por Portugal.
- 1567 — Mem de Sá doa Ilha do Governador, tomada dos índios temiminós, a seu sobrinho Salvador Correia de Sá.
- 1590 — O exército de Alexandre Farnésio, Duque de Parma e Placência força Henrique IV da França a levantar o cerco de Paris.
- 1661 — Queda de Nicolas Fouquet: o superintendente de finanças de Luís XIV é preso em Nantes por D'Artagnan, capitão dos mosqueteiros do rei.
- 1666 — Fim do Grande Incêndio de Londres: Dez mil prédios, incluindo a Antiga Catedral de São Paulo, são destruídos, mas apenas seis pessoas morreram.
- 1697 — Guerra dos Nove Anos: um navio de guerra francês comandado pelo capitão Pierre Le Moyne d'Iberville derrotou um esquadrão inglês na Batalha da Baía de Hudson.
- 1698 — Em um esforço para ocidentalizar sua nobreza, o czar Pedro I da Rússia impõe um imposto sobre barbas para todos os homens, exceto o clero e o campesinato.
- 1725 — Casamento de Luís XV e Maria Leszczyńska.
- 1774 — Primeiro Congresso Continental se reúne na Filadélfia.
- 1781 — Batalha de Chesapeake na Guerra de Independência dos Estados Unidos: a Marinha britânica é repelida pela marinha francesa, contribuindo para a rendição britânica em Yorktown.
- 1791 — Olympe de Gouges escreve a Declaração dos Direitos da Mulher e da Cidadã.
- 1793 — Revolução Francesa: a Convenção Nacional Francesa inicia o Reinado do Terror.
- 1839 — O Reino Unido declara guerra à dinastia Qing da China.
- 1850 — Império do Brasil: É criada a Província do Amazonas.
- 1905 — Guerra Russo-Japonesa: em Nova Hampshire, Estados Unidos, o Tratado de Portsmouth, mediado pelo presidente dos Estados Unidos Theodore Roosevelt, encerra a guerra.
- 1914 — Primeira Guerra Mundial: começa a Primeira Batalha do Marne. No nordeste de Paris, os franceses atacam e derrotam as forças alemãs que estavam avançando para a capital.
- 1915 — Começa a Conferência Socialista de Zimmerwald.
- 1921 — A festa de Roscoe "Fatty" Arbuckle em São Francisco termina com a morte da jovem atriz Virginia Rappe: um dos primeiros escândalos da comunidade de Hollywood.
- 1932 — O Alto Volta francês é desmembrado entre a Costa do Marfim, o Sudão Francês e o Níger.
- 1937 — Guerra Civil Espanhola: Llanes cai para os nacionalistas após um dia de cerco.
- 1941 — Todo o território da Estônia é ocupado pela Alemanha Nazista.
- 1942 — Segunda Guerra Mundial: o alto comando japonês ordenada a retirada de suas tropas da Baía Milne, a primeira grande derrota japonesa na guerra terrestre durante a Guerra do Pacífico.
- 1944 — Bélgica, Países Baixos e Luxemburgo firmam o tratado de constituição da Benelux.
- 1945 — Guerra Fria: Igor Gouzenko, um funcionário da embaixada da União Soviética no Canadá, deserta pedindo asilo político e prova a existência de uma rede de espionagem soviética na América do Norte, sinalizando o início da Guerra Fria.
- 1956 — O veículo Romi-Isetta é lançado na cidade paulista de Santa Bárbara d'Oeste, demarcando o início da indústria automobilística no Brasil.
- 1957 — Revolução Cubana: Fulgencio Batista bombardeia a revolta em Cienfuegos.
- 1960 — Poeta Léopold Sédar Senghor é o primeiro presidente eleito do Senegal.
- 1969
  - Junta Militar publica o AI-13, motivado pelo sequestro do embaixador norte-americano Charles Burke Elbrick, como reflexo da exigência dos sequestradores (v. Anos de chumbo).
  - Massacre de Mỹ Lai: o tenente do Exército dos Estados Unidos William Calley é acusado de seis especificações de homicídio premeditado pela morte de 109 civis vietnamitas em Mỹ Lai.
- 1972 — Massacre de Munique: um grupo terrorista palestino chamado "Setembro Negro" ataca e toma como reféns 11 atletas israelenses nos Jogos Olímpicos de Munique. Dois morrem no ataque e nove são assassinados no dia seguinte.
- 1976 — Ocorre a primeira tentativa de assassinato contra o Presidente dos Estados Unidos Gerald Ford.
- 1977 — Programa Voyager: NASA lança a sonda espacial Voyager 1.
- 1978 — Acordos de Camp David: Menachem Begin e Anwar Al Sadat começam as discussões de paz em Camp David, Maryland.
- 1980 — Inaugurado o Túnel rodoviário de São Gotardo na Suíça, o mais longo do mundo, com 16 quilômetros de extensão, ligando Göschenen a Airolo.
- 1984 — STS-41-D: o ônibus espacial Discovery aterrissa depois de sua viagem inaugural.
- 1986 — Voo Pan Am 73 de Bombaim, na Índia, com 358 pessoas a bordo é sequestrado no Aeroporto Internacional Jinnah.
- 1991 — Entra em vigor o atual tratado internacional que defende os povos indígenas, a Convenção sobre os Povos Indígenas e Tribais, 1989.
- 1996 — O Furacão Fran atinge a terra firme perto do Cabo Fear, na Carolina do Norte, como uma tempestade de categoria 3 com vento contínuo de 180 km/h. Fran causou mais de 3 bilhões de dólares em danos e matou 27 pessoas.
- 2021 — O presidente da Guiné, Alpha Condé, é capturado pelas forças armadas durante um golpe de estado.
- 2022 — Terremoto de magnitude 6,8 em Sichuan, na China, causa pelo menos 74 mortos e 259 feridos.

## Nascimentos

Luís XIV de França

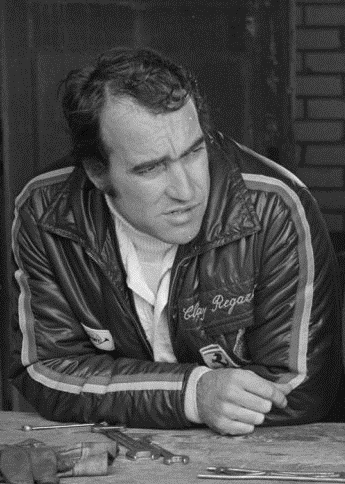
Clay Regazzoni

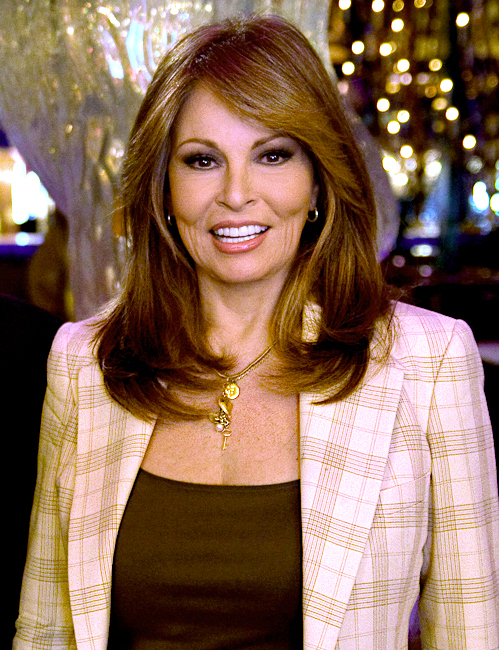
Raquel Welch

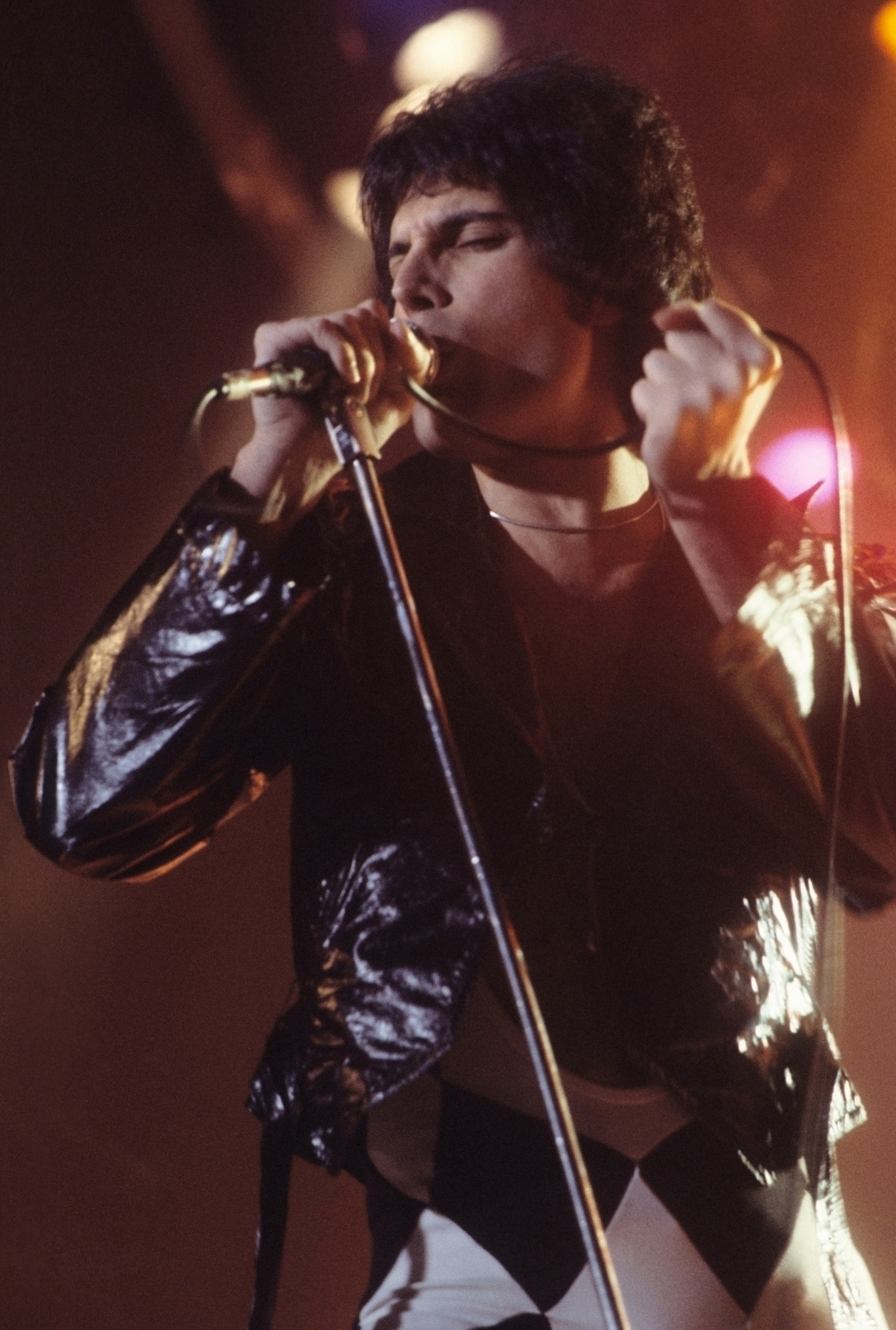
Freddie Mercury

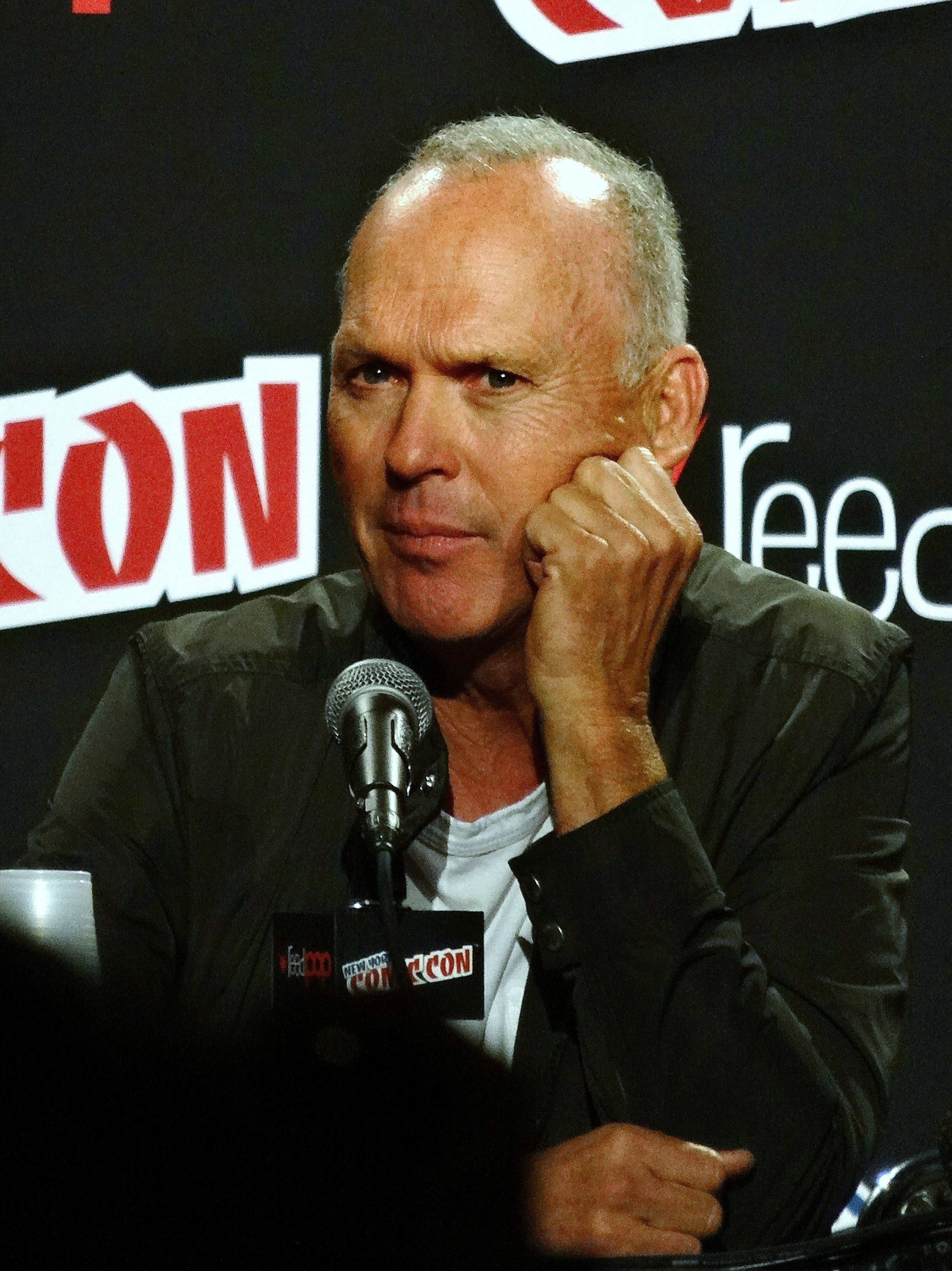
Michael Keaton

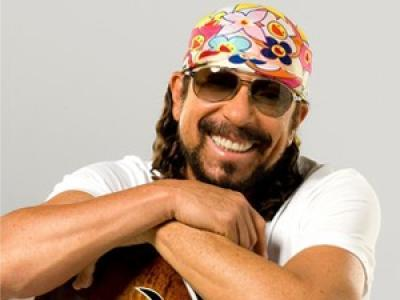
Bell Marques

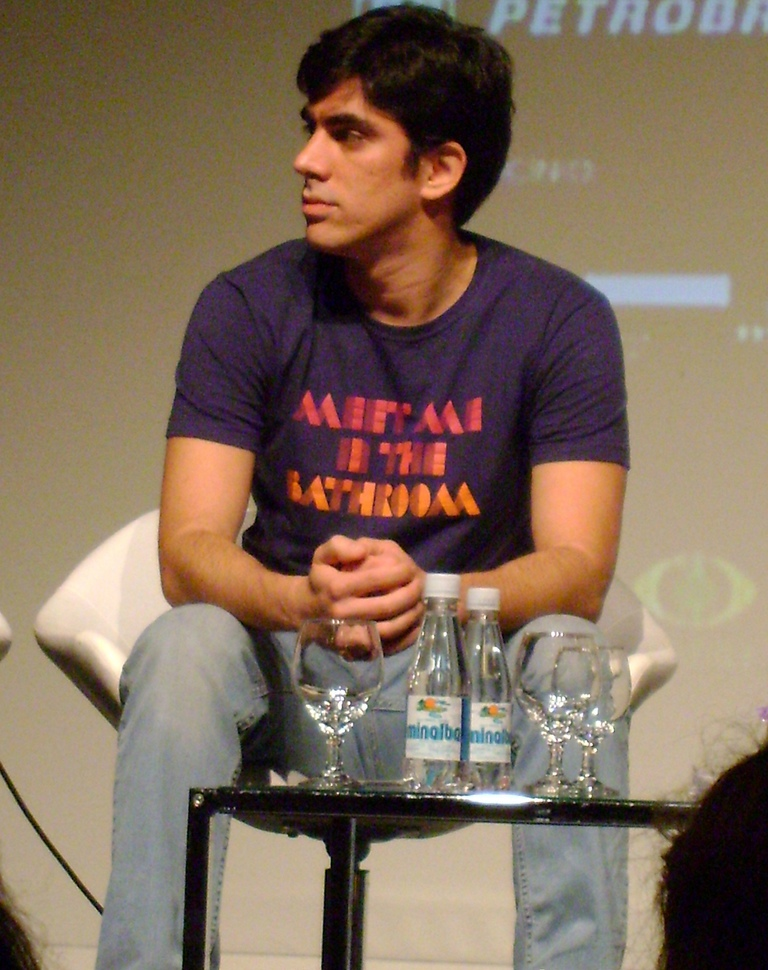
Marcelo Adnet

### Anteriores ao século XIX
- 0699 — Abu Hanifa, estudioso iraquiano (m. 767).
- 1187 — Luís VIII de França (m. 1226).
- 1269 — Inês da Boêmia, duquesa da Áustria (m. 1296).
- 1319 — Pedro IV de Aragão (m. 1387).
- 1326 — Beatriz da Sicília, condessa palatina do Reno (m. 1365).
- 1451 — Isabel Neville, duquesa de Clarence (m. 1476).
- 1568 — Tommaso Campanella, teólogo, filósofo e poeta italiano (m. 1639).
- 1638 — Luís XIV de França (m. 1715).
- 1641 — Robert Spencer, 2.º Conde de Sunderland (m. 1702).
- 1642 — Maria de Orange-Nassau, condessa palatina de Simmern-Kaiserslautern (m. 1688).
- 1651 — William Dampier, navegador e explorador inglês (m. 1715).
- 1664 — Charlotte Lee, Condessa de Lichfield (m. 1718).
- 1666 — Gottfried Arnold, teólogo e historiador alemão (m. 1714).
- 1722 — Frederico Cristiano, Eleitor da Saxônia (m. 1763).
- 1735 — Johann Christian Bach, compositor alemão (m. 1782).
- 1743 — Theodosia Meade, Condessa de Clanwilliam (m. 1817).
- 1771 — Carlos, Duque de Teschen (m. 1810).
- 1774 — Caspar David Friedrich, pintor alemão (m. 1840).
- 1791 — Giacomo Meyerbeer, compositor alemão (m. 1864).

### Século XIX
- 1804 — William Alexander Graham, político e advogado estadunidense (m. (1875).
- 1817 — Aleksey Konstantinovich Tolstoy, dramaturgo russo (m. (1875).
- 1829
  - William Odling, químico britânico (m. 1921).
  - Lester Allan Pelton, inventor estadunidense (m. 1908).
- 1830 — William Francis Allen, erudito estadunidense (m. (1889).
- 1831 — Victorien Sardou, dramaturgo francês (m. 1908).
- 1836 — Justiniano Borgoño, político peruano (m. 1921).
- 1850 — Eugen Goldstein, físico alemão (m. 1930).
- 1858 — Alexandru Vlahuță, escritor romeno (m. 1919).
- 1869 — Carolina da Áustria-Toscana (m. 1945).
- 1872 — Horace Rice, tenista australiano (m. 1950).
- 1876 — Wilhelm Ritter von Leeb, militar alemão (m. 1956).
- 1881
  - Otto Bauer, político austríaco (m. 1938).
  - Richard Bienert, político tcheco (m. 1949).
- 1883 — Otto Erich Deutsch, musicólogo austríaco (m. 1967).
- 1885 — Arline Pretty, atriz estadunidense (m. 1978).
- 1888 — Sarvepalli Radhakrishnan, filósofo e político indiano (m. 1975).
- 1890 — Jack Mower, ator estadunidense (m. 1965).
- 1897 — Doris Kenyon, atriz estadunidense (m. 1979).

### Século XX

#### 1901–1950
- 1901 — Mario Scelba, político italiano (m. 1991).
- 1905 — Arthur Koestler, jornalista, escritor e ativista húngaro (m. 1983).
- 1907 — Oscar Rauch, futebolista suíço (m. [[1990]).
- 1908
  - Josué de Castro, escritor, nutrólogo, geógrafo e ativista brasileiro (m. 1973).
  - Edoardo Amaldi, físico italiano (m. 1989).
  - Arnaldo Momigliano, historiador italiano (m. 1987).
- 1909 — Lalla Abla bint Tahar, princesa consorte marroquina (m. 1992).
- 1912
  - John Cage, compositor e escritor estadunidense (m. 1992).
  - Ray Gilbert, letrista norte-americano (m. 1976).
- 1914 — Nicanor Parra, poeta e matemático chileno (m. 2018).
- 1918 — Luis Alcoriza, cineasta e ator espanhol-mexicano (m. 1992).
- 1919 — Elisabeth Volkenrath, militar alemã (m. 1945).
- 1920
  - Fons Rademakers, diretor e ator canadense (m. 2007).
  - Silvestre Igoa, futebolista espanhol (m. 1969).
- 1921 — Farida do Egito (m. 1988).
- 1923
  - Gustavo Rojo, ator mexicano (m. 2017).
  - Robert Craddock, futebolista norte-americano (m. 2003).
- 1927
  - Malcolm Allison, futebolista e treinador de futebol britânico (m. 2010).
  - Paul Volcker, economista norte-americano (m. 2019).
- 1928
  - Robert Annis, futebolista norte-americano (m. 1995).
  - Albert Mangelsdorff, músico alemão (m. 2005).
- 1929
  - Andrian Nikolayev, cosmonauta russo (m. 2004).
  - Bob Newhart, ator norte-americano (m. 2024).
- 1933
  - Francisco Javier Errázuriz Ossa, cardeal chileno.
  - Eddie Carroll, ator canadense (m. 2010).
- 1934
  - May Louise Flodin, modelo sueca (m. 2011).
  - Bira, músico brasileiro (m. 2019).
  - Paul Josef Cordes, cardeal alemão (m. 2024).
- 1935
  - Aki Schmidt, futebolista e treinador de futebol alemão (m. 2016).
  - Maya Widmaier-Picasso, filha do pintor espanhol Pablo Picasso (m. 2022).
- 1936 — Bill Mazeroski, ex-jogador de beisebol estadunidense.
- 1937
  - William Devane, ator estadunidense.
  - Antonio Valentín Angelillo, futebolista e treinador de futebol ítalo-argentino (m. 2018).
- 1939
  - George Lazenby, ator australiano.
  - Clay Regazzoni, automobilista suíço (m. 2006).
  - Adelzon Alves, jornalista, radialista e produtor brasileiro.
  - Evgeni Yanchovski, ex-futebolista búlgaro.
- 1940
  - Raquel Welch, atriz e cantora estadunidense (m. 2023).
  - Giancarlo Bigazzi, produtor musical e compositor italiano (m. 2012).
- 1942
  - Werner Herzog, diretor de cinema alemão.
  - Cidinha Campos, jornalista, radialista e política brasileira.
- 1945
  - Eva Bergman, cineasta sueca.
  - Al Stewart, músico, cantor e compositor britânico.
  - Décio Piccinini, jornalista e apresentador de televisão brasileiro.
- 1946
  - Freddie Mercury, cantor britânico (m. 1991).
  - Dennis Dugan, diretor, roteirista e ator norte-americano.
- 1947
  - Buddy Miles, músico norte-americano (m. 2008).
  - Mel Collins, músico britânico.
- 1949
  - András Tóth, ex-futebolista húngaro.
  - Patrick McQuaid, ex-ciclista e dirigente esportivo irlandês.

#### 1951–2000
- 1951
  - Michael Keaton, ator estadunidense.
  - Paul Breitner, ex-futebolista alemão.
- 1952 — Bell Marques, cantor brasileiro.
- 1956 — Steve Denton, ex-tenista estadunidense.
- 1957 — Luís Marques Mendes, político e advogado português.
- 1958 — Martin Odersky, cientista da computação alemão.
- 1960
  - Karita Mattila, soprano finlandesa.
  - Abdullah Abdullah, político afegão.
- 1962 — Arsen Fadzaev, ex-lutador profissional uzbeque.
- 1963
  - Taki Inoue, ex-automobilista japonês.
  - Juan Alderete, músico norte-americano.
- 1964
  - Frank Farina, ex-futebolista e treinador de futebol australiano.
  - Sergei Loznitsa, cineasta ucraniano.
- 1965
  - David Brabham, ex-automobilista australiano.
  - Derby Makinka, futebolista zambiano (m. 1993).
- 1967 — Matthias Sammer, ex-futebolista, técnico de futebol e dirigente esportivo alemão.
- 1968 — Brad Wilk, baterista estadunidense.
- 1969
  - Leonardo Araújo, ex-futebolista, treinador de futebol e dirigente esportivo brasileiro.
  - Rúnar Kristinsson, ex-futebolista e treinador de futebol islandês.
- 1970
  - Lee Lai-shan, velejadora chinesa.
  - Kim Hye-soo, atriz sul-coreana.
- 1971 — Kathleen Depoorter, política belga.
- 1972
  - José Reguffe, jornalista, político e economista brasileiro.
  - Salaheddine Bassir, ex-futebolista marroquino.
- 1973
  - Rachel Sheherazade, jornalista brasileira.
  - Rose McGowan, atriz estadunidense.
  - Corneliu Papură, ex-futebolista e treinador de futebol romeno.
- 1974 — Romina Yan, atriz argentina (m. 2010).
- 1975
  - Criolo, rapper brasileiro.
  - André Diniz, desenhista brasileiro.
  - Josephus Yenay, ex-futebolista liberiano.
  - George Boateng, ex-futebolista e treinador de futebol neerlandês.
- 1976
  - Carice van Houten, atriz e cantora neerlandesa.
  - Tatiana Gutsu, ex-ginasta ucraniana.
- 1977 — Joseba Etxeberria, ex-futebolista e treinador de futebol espanhol.
- 1978
  - Yu Nan, atriz chinesa.
  - Chris Hipkins, político neozelandês.
- 1979
  - Giselli Cristina, cantora e compositora brasileira.
  - John Carew, ex-futebolista norueguês.
- 1980
  - Quitéria Chagas, modelo e atriz brasileira.
  - Pita Limjaroenrat, político e empresário tailandês.
- 1981
  - Carlo Porto, ator brasileiro.
  - Marcelo Adnet, ator, cantor e humorista brasileiro.
  - Filippo Volandri, ex-tenista italiano.
  - Christian Cellay, futebolista argentino.
  - Timur Kapadze, ex-futebolista uzbeque.
  - Bruno Neves, ciclista português (m. 2008).
  - Marcelo Oliveira, ex-futebolista brasileiro.
- 1982 — Roko Karanušić, ex-tenista croata.
- 1983
  - Priscilla Meirelles, modelo brasileira.
  - Pablo Granoche, ex-futebolista uruguaio.
- 1984
  - Erik Huseklepp, futebolista norueguês.
  - Erin Krakow, atriz estadunidense.
  - Tom Slingsby, velejador australiano.
  - Annabelle Wallis, atriz britânica.
  - Go Soeda, ex-tenista japonês.
  - Chris Anker Sørensen, ciclista dinamarquês (m. 2021).
- 1985  — Bob Fllay, comediante e político brasileiro.
- 1986
  - Aleksandr Ryazantsev, ex-futebolista russo.
  - Florencia Benítez, atriz argentina.
  - Francis Ngannou, lutador francês de artes marciais mistas.
- 1987
  - Johnny Sibilly, ator e produtor americano.
  - Pierre Casiraghi, príncipe monegasco.
- 1988
  - Werley, futebolista brasileiro.
  - Felipe Caicedo, futebolista equatoriano.
  - Nuri Şahin, ex-futebolista e treinador de futebol turco.
  - Raquel Pennington, lutadora estadunidense de artes marciais mistas.
  - Stephen Ahorlu, futebolista ganês.
- 1989
  - Giovanni Augusto, futebolista brasileiro.
  - Elena Delle Donne, basquetebolista estadunidense.
  - Katerina Graham, dançarina, atriz e cantora estadunidense.
  - Grzegorz Sandomierski, futebolista polonês.
  - Thiago Santos, futebolista brasileiro.
- 1990
  - Rhayner, futebolista brasileiro.
  - Kim Yu-Na, patinadora sul-coreana.
  - Alicia Banit, atriz estadunidense.
  - Oksana Kalashnikova, tenista georgiana.
- 1991
  - Skandar Keynes, ator britânico.
  - James Piccoli, ciclista canadense.
- 1992 — Nicolás Paredes, ciclista colombiano.
- 1993
  - Gage Golightly, atriz estadunidense.
  - Fiston Abdul Razak, futebolista burundinês.
  - Alfred Gomis, futebolista senegalês.
  - Patrick Bamford, futebolista britânico.
- 1994
  - Gregorio Paltrinieri, nadador italiano.
  - Vitor Bueno, futebolista brasileiro.
- 1995
  - Caroline Sunshine, atriz, cantora e dançarina estadunidense.
  - Gustavo Dulanto, futebolista peruano.
- 1996
  - Ivo Oliveira, ciclista português.
  - Rui Oliveira, ciclista português.
  - Richairo Živković, futebolista neerlandês.
- 1997
  - Skylar Mays, basquetebolista norte-americano.
  - Maximiliano Silvera, futebolista uruguaio.
- 1998 — Caroline Dolehide, tenista norte-americana.
- 1999 — Martina Santandrea, ginasta italiana.
- 2000 — Leandro Mosca, jogador de voleibol italiano.

### Século XXI
- 2001 — Bukayo Saka, futebolista britânico.
- 2002
  - Alessandra Mele, cantora e compositora norueguesa-italiana.
  - Alika, cantora estónia.
  - Mafê Costa, nadadora brasileira.
- 2005 — Yu Yiting, nadadora chinesa.

## Mortes

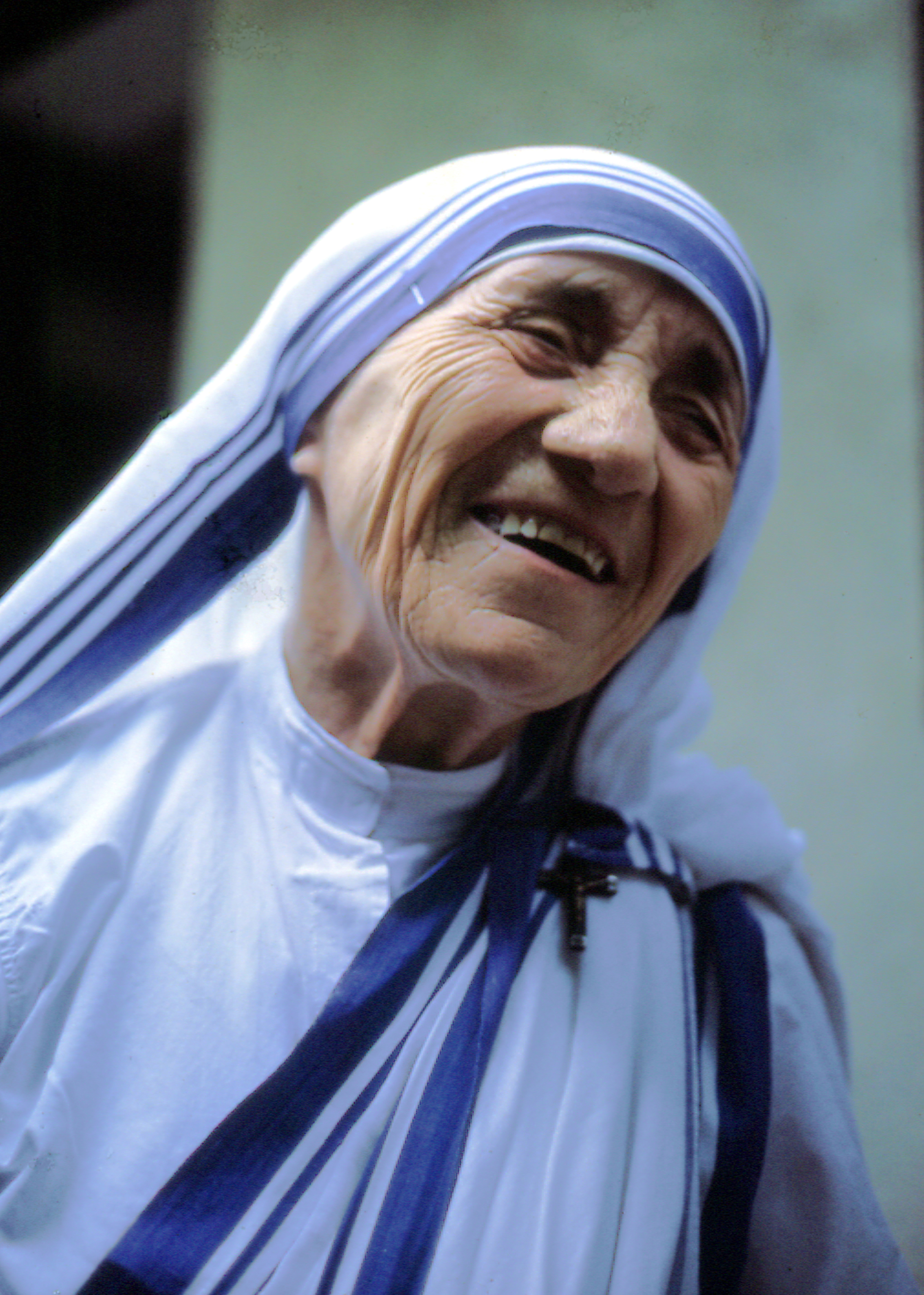
Madre Teresa de Calcutá

### Anteriores ao século XIX
- 0590 — Autário, rei dos Lombardos (n. 540).
- 1165 — Nijo, imperador japonês (n. 1143).
- 1235 — Henrique I, Duque de Brabante (n. 1165).
- 1201 — Constança, Duquesa da Bretanha (n. 1161).
- 1308 — Margarida de Borgonha, Rainha da Sicília (n. 1249/50).
- 1526 — Alonso de Salazar, navegador espanhol
- 1548 — Catarina Parr, rainha consorte da Inglaterra (n. 1512).

### Século XIX
- 1803 — Pierre Choderlos de Laclos, escritor e general do exército francês (n. 1741).
- 1857 — Auguste Comte, filósofo francês (n. 1798).

### Século XX
- 1906 — Ludwig Boltzmann, físico austríaco (n. 1844).
- 1933 — Eliza Ritchie, sufragista canadense (n. 1856).
- 1970 — Jochen Rindt, automobilista austríaco (n. 1942).
- 1988 — Gert Fröbe, ator alemão (n. 1913).
- 1992 — Fritz Leiber, escritor estadunidense (n. 1910).
- 1994 — Shimshon Amitsur, matemático israelense (n. 1921).
- 1997
  - Madre Teresa de Calcutá, missionária e santa católica indiana (n. 1910).
  - Georg Solti, regente húngaro (n. 1912).
- 1999 — Geraldo de Proença Sigaud, bispo brasileiro (n. 1909).

### Século XXI
- 2002 — Cliff Gorman, ator norte-americano (n. 1936).
- 2004 — Winston Anglin, futebolista da Jamaica (n. 1962).
- 2008
  - Fausto Wolff, jornalista e escritor brasileiro (n. 1940).
  - Fernando Barbosa Lima, jornalista brasileiro (n. 1933).
- 2010
  - Guillaume Cornelis van Beverloo, artista neerlandês (n. 1922).
  - Shoya Tomizawa, motociclista japonês (n. 1990).
- 2014
  - Simone Battle, atriz e cantora americana (n. 1989).
  - Mara Neusel, matemática alemã (n. 1964).
  - Wolfhart Pannenberg, teólogo cristão alemão (n. 1928).
- 2018 — Beatriz Segall, atriz brasileira (n. 1926).
- 2024 — Sérgio Mendes, músico brasileiro (n. 1941).

## Feriados e eventos cíclicos

### Mundo
- Dia Internacional da Caridade

### Brasil
- Dia dos Irmãos
- Dia da Farmácia
- Dia da Amazônia
- Elevação do Amazonas à categoria de Província (feriado local)
- Feriado Municipal em Porto União - Santa Catarina

### Cristianismo
- Madre Teresa de Calcutá
- Taurino e Herculano

## Outros calendários
- No calendário romano era o dia das nonas de setembro.
- No calendário litúrgico tem a letra dominical C para o dia da semana.
- No calendário gregoriano a epacta do dia é xix.